# Arquèstrat (militar)
Arquèstrat (en grec antic Ἀρχέστρατος Archestratos), nascut a Atenes cap a la meitat del segle V aC, va ser un dels deu oficials nomenats per substituir Alcibíades en el comandament de la flota atenenca després de la batalla de Nòtion el 407 aC. Tant Xenofont com Diodor de Sicília l'anomenen, però no en parlen gens. Va morir a Mitilene segons informa Lísies.